# Шах Акбар
Шах Акбар — один из знаменитых алмазов, крупный алмаз, имевший до огранки массу 119 карат.
Бесцветный алмаз, был найден в Индии в 1618 году и вставлен в Павлиний трон (трон великих Моголов) как глаз павлина. Известно, что данный алмаз являлся собственностью Шах-Акбара и был назван в его честь, по приказу его преемника Шах-Джахана. Предполагают, что он вместе с троном попал в Персию в 1739 году как трофей. На двух его гранях были вырезаны надписи на арабском, которые соответствуют 1618 и 1629 годам нашей эры. Они были стёрты в 1866 году, когда камень переогранили в форме капли, а его вес уменьшился до 72 каратов (по указанию купившего его купца из Англии Джорджа Блога). В 1870 году был приобретён гэквором Бародам за 350000 рупий (что соответствовало примерно 26 000 фунтов). В 1926 году владелец заказал у Картье новую оправу из модной платины.